# Amala Akkineni
Amala Akkineni (née Mukherjee, le 12 septembre 1967) est une actrice indienne, danseuse de Bharata natyam et militante pour le bien-être animal,. Elle apparaît dans des films en tamoul, télougou, malayalam, hindi et kannada. Elle remporte deux Filmfare Awards South, à savoir celui de la meilleure actrice en malayalam pour le film Ulladakkam (en), en 1991 et celui de la meilleure actrice dans un second rôle en télougou (en) pour le film Life Is Beautiful (en) en 2012. Amala est la cofondatrice de la Croix Bleue d'Hyderabad (en), une organisation non gouvernementale (ONG) de Hyderabad, en Inde, qui œuvre pour le bien-être des animaux et la préservation des droits des animaux dans son pays,. Elle reçoit, en 2016, le prix Nari Shakti Puraskar, en français : prix du pouvoir des femmes.

## Biographie

### Jeunesse
Amala Akkineni est née à Calcutta. Elle est la fille d'un officier de la marine indienne bengali et d'une mère irlandaise ,. Elle est titulaire d'un Bachelor of Fine Arts en bharata natyam de la Fondation Kalakshetra, college of fine arts.

## Filmographie

### Cinéma tamoul
| Année | Film                            | Rôle                  | Note       |
| ----- | ------------------------------- | --------------------- | ---------- |
| 1986  | Mythili Ennai Kaathali (en)     | Mythili               | Début      |
| 1986  | Mella Thirandhathu Kadhavu (en) | Noorjahan             |            |
| 1986  | Panneer Nathigal                |                       |            |
| 1986  | Kanne Kaniyamuthe               | Rahman                |            |
| 1986  | Unnai Ondru Ketpen              | Mohan                 |            |
| 1986  | Oru Iniya Udhayam (en)          | Anju                  |            |
| 1987  | Velaikaran (en)                 | Kaushalya             |            |
| 1987  | Poo Poova Poothirukku (en)      | Mary                  |            |
| 1987  | Kootu Puzhukkal (en)            |                       |            |
| 1987  | Vedham Pudhithu (en)            | Vaidehi               |            |
| 1987  | Kavithai Paada Neramillai (en)  |                       |            |
| 1987  | Idhu Oru Thodar Kathai (en)     | Sumathi               |            |
| 1987  | Pushpak (en)                    | Fille du magicien     | Film muet  |
| 1988  | Agni Natchathiram (en)          | Anjali                |            |
| 1988  | Kodi Parakuthu (en)             | Aparna                |            |
| 1988  | Sathya (en)                     | Geetha Nair           |            |
| 1988  | Jeeva (en)                      | Geetha                |            |
| 1988  | Illam (en)                      | Saradha               |            |
| 1988  | Kaliyugam (en)                  |                       |            |
| 1988  | Nethiyadi (en)                  | Amala                 | Apparition |
| 1989  | Mappillai (en)                  | Geetha                |            |
| 1989  | Varam                           |                       |            |
| 1989  | Nalaya Manithan (en)            | Petite amie de Prabhu |            |
| 1989  | Uthama Purushan (en)            | Rekha                 |            |
| 1989  | Vetri Vizha (en)                | Lalitha               |            |
| 1990  | Pudhu Padagan (en)              | Devi                  |            |
| 1990  | Mounam Sammadham (en)           | Hema                  |            |
| 1991  | Vaasalil Oru Vennila            | Kamal                 |            |
| 1991  | Karpoora Mullai (en)            | Maya Vinodini         |            |

### Cinéma télougou
| Année | Film                   | Rôle                | Note  |
| ----- | ---------------------- | ------------------- | ----- |
| 1987  | Kirayi Dada (en)       | Lata                |       |
| 1988  | Chinababu (en)         | Madhu               |       |
| 1988  | Raktha Tilakam (en)    | Radha               |       |
| 1989  | Shiva (en)             | Asha                |       |
| 1990  | Prema Yuddham (en)     | Latha               |       |
| 1990  | Raja Vikramarka (en)   | Rekha               |       |
| 1990  | Aggiramudu (en)        | Manasa              |       |
| 1991  | Nirnayam (en)          | Geetha              |       |
| 1993  | Aagraham (en)          | Chitra              |       |
| 2012  | Life Is Beautiful (en) | Amma                |       |
| 2014  | Manam (en)             | Professeur de danse | Caméo |

### Bollywood
| Année | Film                      | Rôle   | Note |
| ----- | ------------------------- | ------ | ---- |
| 1988  | Dayavan (en)              | Sarita |      |
| 1988  | Kab Tak Chup Rahungi (en) | Geeta  |      |
| 1989  | Dost (en)                 | Pooja  |      |
| 1989  | Jurrat (en)               | Renu   |      |
| 1990  | Shiva (en)                | Asha   |      |
| 2013  | Listen... Amaya (en)      | Sujata |      |
| 2015  | Hamari Adhuri Kahani (en) | Rohini |      |
| 2018  | Karwaan (en)              | Tahira |      |

### Cinéma kannada
| Année | Film                       | Role              | Note      |
| ----- | -------------------------- | ----------------- | --------- |
| 1987  | Pushpaka Vimana (en)       | Fille du magicien | Film muet |
| 1990  | Bannada Gejje (en)         | Menaka            |           |
| 1991  | Agni Panjara               |                   |           |
| 1992  | Ksheera Sagara (kn)        |                   |           |
| 1992  | Belliyappa Bangarappa (en) | Mutthamma         |           |

### Cinéma malayalam
| Année | Film                      | Rôle                 | Note                   |
| ----- | ------------------------- | -------------------- | ---------------------- |
| 1986  | Ariyaatha Bandham         | Revathy              | Premier film malayalam |
| 1991  | Ente Sooryaputhrikku (en) | Maya Vinodini        |                        |
| 1991  | Ulladakkam (en)           | Reshma               |                        |
| 2017  | C/O Saira Banu (en)       | Annie John Tharavadi |                        |
| 2021  | The Fall into Spring      | Mère de Neerav       | Court métrage          |

### Télévision
| Année     | Titre              | Rôle               | Langue   | Canal              |
| --------- | ------------------ | ------------------ | -------- | ------------------ |
| 1991      | Penn               |                    | Tamil    | Doordarshan        |
| 1992      | Sangursh           |                    | hindi    | Doordarshan        |
| 2010      | Super mother       | Juge               | Tamil    | Star Vijay         |
| 2014-2015 | Uyirmei            | Dr Kavitha Sandeep | Tamil    | Zee Tamil          |
| 2019      | High Priestess     | Swathi Reddy       | Télougou | ZEE5               |
| 2020      | The Forgotten Army | la mère de Maya    | hindi    | Amazon Prime Vidéo |

### Note
- (en) Cet article est partiellement ou en totalité issu de l’article de Wikipédia en anglais intitulé « Amala Akkineni » (voir la liste des auteurs).